# Shallotte (Carolina del Norte)
Shallotte es un pueblo ubicado en el condado de Brunswick en el estado estadounidense de Carolina del Norte. La localidad en el año 2000, tenía una población de 1.381 habitantes en una superficie de 14 km².

## Geografía
Shallotte se encuentra ubicado en las coordenadas 33°58′37″N 78°23′33″O / 33.97694, -78.39250. Según la Oficina del Censo, la localidad tiene un área total de 14 km² (5,4 mi²), de la cual 13,1 km² (5,1 mi²) es tierra y 0,1 km² (0 mi²) (0.19%) es agua.

### Localidades adyacentes
El siguiente diagrama muestra a las localidades en un radio de 20 kilómetros (12,4 mi) de Shallotte.

## Demografía
En el 2000 la renta per cápita promedia del hogar era de $50.069, y el ingreso promedio para una familia era de $40.000. El ingreso per cápita para la localidad era de $21.168. En 2000 los hombres tenían un ingreso per cápita de $36.591 contra $30.000 para las mujeres. Alrededor del 8.0% de la población estaba bajo el umbral de pobreza nacional.